# Terbinafin
Terbinafín, pod zaščitenim imenom Lamisil in drugimi, je sintetična protiglivna učinkovina za lokalno in sistemsko zdravljenje. Uporablja se zdravljenje dermatofitij (površinskih glivičnih okužb kože ali nohtov), kot je na primer atletsko stopalo. Uporablja se skozi usta ali topično na koži v obliki krem ali mazil. Kreme in mazila niso učinkovita pri zdravljenju glivičnih okužb nohtov.
Pogosti neželeni učinki pri uporabi skozi usta zajemajo slabost, drisko, glavobol, kašelj, izpuščaj in povišane vrednosti jetrnih encimov. Med hude neželene učinke spadajo jetrne težave in preobčutljivostna reakcija. Do poškodbe jeter pride v redkih primerih. Uporaba med nosečnostjo se načeloma ne svetuje. Kreme in mazila za topično uporabo, ki vsebujejo terbinafin, lahko povzročajo srbež, vendar jih bolniki načeloma dobro prenašajo. Terbinafin spada med protiglivna zdravila iz skupine alilaminov. Deluje tako, da zavira sintezo sterolov v glivni celici. Deluje fungicidno, torej povzroči smrt glivnih celic.
Terbinafin so odkrili leta 1991. Uvrščen je na seznam osnovnih zdravil Svetovne zdravstvene organizacije, torej med najpomembnejša učinkovita in varna zdravila, potrebna za normalno zagotavljanje zdravstvene oskrbe.